# 唐開文
唐開文（?—?），贵州思南人，清朝政治人物、同進士出身。
光緒九年（1883年）癸未科進士，三甲一百四十七名；同年五月，著交吏部掣签分发各省，以知县即用。后官河南登封縣知縣。